# Academia de Liderazgo para Jóvenes Barack Obama
La Academia de Liderazgo para Jóvenes Barack Obama (Barack Obama Male Leadership Academy at A. Maceo Smith o BOMLA) es una escuela secundaria-preparatoria (middle and high school) solamente para niños en Dallas, Texas. Como parte del Distrito Escolar Independiente de Dallas (DISD por sus siglas en inglés), la escuela, en el sur de Dallas, abrió en agosto de 2011. Los estudiantes utilizan uniformes escolares de camisas oxford, blazers, pantalones formales y lazos. Obama es la escuela "hermano" de la Escuela de Liderazgo para Jovencitas Irma Rangel, una secundaria-preparatoria solamente para niñas.
En 2018, la escuela se trasladó a su nuevo plantel, la ex-Escuela Preparatoria A. Maceo Smith.